# SK Kladno
SK Kladno is een Tsjechische voetbalclub uit de Boheemse stad Kladno.
De club werd in 1903 opgericht en is een van de oudste sport- en voetbalclubs van het land. Kladno speelde van 1925 tot 1947 onafgebroken op het hoogste niveau, de club was vrij succesvol en leverde ook spelers voor het Tsjecho-Slowaaks voetbalelftal, in 1934 en 1938 nam de club aan de Mitropacup deel. In 1947 werd de club uit de hoogste klasse gezet wegens manipulatie van de wedstrijden, na één seizoen keerde de club terug maar werd laatste in de stand en degradeerde deze keer om sportieve redenen. In 1952 keerde de club opnieuw terug en bleef tot 1958. Daarna speelde de club nog in de hoogste klasse van 1960 tot 1965 en in 1969/70.
Die laatste degradatie kon de club niet verwerken en Kladno zou nooit terugkeren naar de eerste klasse van Tsjecho-Slowakije. Het volgende decennium werd in de 2de klasse gespeeld die de club in 1981 langs onder verlaten moest. In 1989 werd de club kampioen in de 3de klasse. In 1993 eindigde de club laatste maar omdat Tsjecho-Slowakije gesplitst werd en er een eigen Tsjechische competitie werd opgezet kon Kladno de plaats op het tweede niveau behouden. Zonder de ondersteuning van een staatsbedrijf kon de club het echter niet redden en in 1997 degradeerde de club zelfs naar de 4de klasse, een dieptepunt. In 2000 keerde de club terug naar de 3de klasse maar moest na één seizoen weer naar 4de. In 2003 fuseerde de club met SK Spolana Neratovice, een 2de klasser, de clubnaam bleef behouden en zo nam de club ineens 2 sprongen vooruit. Na 3 jaar promoveerde de club voor het eerst naar het hoogste niveau van het Tsjechische voetbal en brengt zo in seizoen 2006/07 voor het eerst in 36 jaar weer eerste-klassevoetbal. Na een seizoen middenmoot kon de club de degradatie maar net vermijden in de volgende twee seizoenen. In 2010 werd de club echter voorlaatste en degradeerde. Het volgende seizoen verliep rampzalig en er volgde een tweede degradatie op rij.

## Naamswijzigingen
- 1903 – Opgericht als SK Kladno (Sportovní kroužek Kladno)
- 1905 – 'SK Kladno (Sportovní klub Kladno)
- 1948 – ZK Ocelárny Kladno (Závodní klub Ocelárny Kladno)
- 1948 – Sokol Ocelárny Kladno
- 1948 – fusie met Sokol Sparta Kladno en STAK Letná Kladno → ZSJ SONP Kladno (Závodní sokolská jednota Spojené ocelárny národní podnik Kladno)
- 1953 – DSO Baník Kladno (Dobrovolná sportovní organisace Baník Kladno)
- 1957 – TJ SONP Kladno (Tělovýchovná jednota Spojené ocelárny národní podnik Kladno)
- 1977 – TJ Poldi SONP Kladno (Tělovýchovná jednota Poldi Spojené ocelárny národní podnik Kladno)
- 1987 – fusie met TJ Poldi SONP Rozdělov → naam ongewijzigd
- 1989 – TJ Poldi Kladno (Tělovýchovná jednota Poldi Kladno)
- 1992 – SK Poldi Kladno (Sportovní klub Poldi Kladno)
- 1994 – SK Agrox Kladno (Sportovní klub Agrox Kladno)
- 1994 – 1. FC Terrex Kladno (První fotbalový club Terrex Kladno)
- 1996 – SK Kladno (Sportovní klub Kladno)
- 2003 – fusie met SK Spolana Neratovice → naam ongewijzigd
- 2020 – fusie met TJ Unhošť → naam ongewijzigd, heroprichting SK Kladna „B“

## SK Kladno in Europa
- Groep = groepsfase
- 1/8 = achtste finale / 1/4 = kwartfinale

| Seizoen | Competitie | Ronde | Land                                      | Club                 | Score    |
| ------- | ---------- | ----- | ----------------------------------------- | -------------------- | -------- |
| 1934    | Mitropacup | 1/8   | Vlag van Italië (1861-1946)               | Ambrosiana-Inter     | 1-1, 3-2 |
|         |            | 1/4   | Vlag van Hongarije (1915-1918, 1919-1946) | Ferencvárosi FC      | 0-6, 4-1 |
| 1938    | Mitropacup | 1/8   | Vlag van Joegoslavië (1918–1943)          | HASK Zagreb          | 3-1, 2-1 |
|         |            | 1/4   | Vlag van Italië (1861-1946)               | Juventus             | 2-4, 1-2 |
| 1961    | Mitropacup | Groep | Vlag van Italië                           | Udinese Calcio       | 2-3 nv   |
|         |            | Groep | Vlag van Oostenrijk                       | Linzer ASK           | 1-1      |
|         |            | Groep | Vlag van Oostenrijk                       | 1. Wiener Neustädter | 5-0      |
|         |            | 1/2   | Vlag van Italië                           | Bologna FC           | 1-2, 0-1 |